# Sorin Alexandrescu
Sorin Alexandrescu (ur. 18 sierpnia 1937) – rumuński uczony, krytyk literacki, semiotyk, językoznawca, eseista i tłumacz.
W 1959 r. ukończył studia na Wydziale Literatury Uniwersytetu Bukareszteńskiego. Doktoryzował się w 1971 r.

## Wybrana twórczość
- The Logic of Personages, 1973
- Logique du personnage: reflexions sur l'univers faulknerien, 1974
- Dimitrie Cantemir: Roemeens historicus en politicus 1673–1723, Bussum 1975
- Transformational grammar and the Rumanian language, 1977
- Richard Rorty, 1995
- Figurative of the Art. Beginning and End. 20th Century in Romania, 1998
- Paradoxul român, 1998
- Identitate în ruptură. Mentalitati românești postbelice, 2000
- La modernité a l'Est. 13 aperçus sur la literature roumaine, 2000